# Cedelizumab
Il cedelizumab è un anticorpo monoclonale umanizzato che agisce sul sistema immunitario, avendo per target il cluster di differenziazione CD4, posto sui linfociti T helper. Le sue possibili implicazioni terapeutiche riguardano le sindromi da rigetto a seguito di un trapianto d'organo e alcune malattie autoimmuni; le sue funzioni sono simili a quelle di un altro anticorpo monoclonale, il vedolizumab, il quale però ha per target alcuni tipi di integrine.
L'impiego del cedelizumab è stato approvato dalla Food and Drug Administration e dall'Agenzia europea per i medicinali per il trattamento di pazienti con malattia di Crohn in forma moderata o grave, nonché in soggetti affetti da colite ulcerosa.